# برونو رودزیک
برونو رودزیک (به فرانسوی: Bruno Rodzik) بازیکن فوتبال و مدافع اهل فرانسه است که از سال ۱۹۶۰ تا ۱۹۶۳ میلادی عضو تیم ملی فوتبال فرانسه بوده‌است. وی در ۲۱ بازی ملی حضور داشته است و در بازی‌های ملی‌اش گلی به ثمر نرساند.